# Rhinopteraspis
 (septembre 2018).
Si vous disposez d'ouvrages ou d'articles de référence ou si vous connaissez des sites web de qualité traitant du thème abordé ici, merci de compléter l'article en donnant les références utiles à sa vérifiabilité et en les liant à la section « Notes et références ».
Genre
Rhinopteraspis est un genre éteint d'hétérostracés ayant vécu au Dévonien. La grande majorité des fossiles de cette espèce ont été trouvés en Allemagne dans la région Rhénane.

## Description

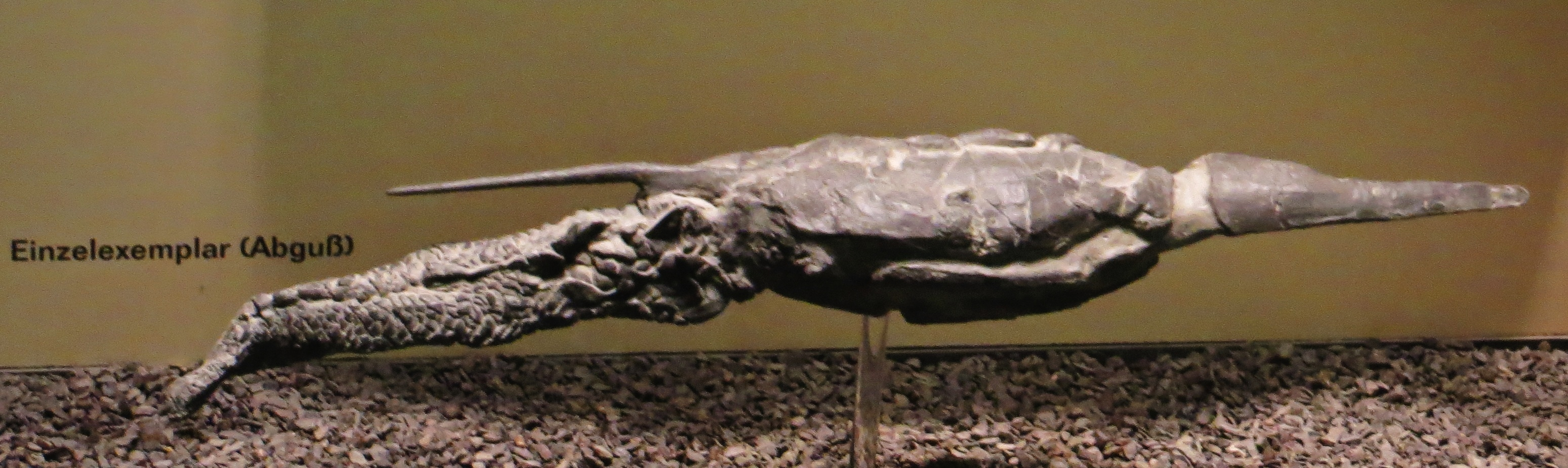
Fossile de R.dunensis exposé au Muséum Senckenberg à Francfort-sur-le-Main en Allemagne.

Rhinopteraspis mesurait 20 à 30 cm de long et avait une forme similaire à celle de son cousin de la même famille Pteraspis, mais il possédait deux cornes qui faisaient la moitié de sa taille d'où le nom de Rhinopteraspis qui signifie  « Nez au aile de bouclier » en grec. On connait assez mal cette espèce, une étude menée la Royal Society a cherché à partir de spécimens conservé au Royaume-Uni de comprendre le fonctionnement de cette espèce.